# Małgorzata Kożuchowska
Małgorzata Kożuchowska (sinh ngày 27 tháng 4 năm 1971, tại Wrocław) là một diễn viên người Ba Lan. Cô nổi tiếng nhất với vai Hanna Mostowiak trong sê-ri phim truyền hình rất được yêu thích của Ba Lan là M jak miłość, và vai Ewa Szańska trong phim Kiler và Kiler-ów 2-óch. Małgorzata Kożuchowska kết hôn với Bartłomiej Wróblewski.

## Giải thưởng
- 2004: Giải thưởng Telekamera 2004 ở hạng mục Nữ diễn viên chính xuất sắc nhất
- 2004: Giải thưởng Vịt vàng ở hạng mục Nữ diễn viên chính xuất sắc nhất
- 2005: Giải thưởng Telekamera 2005 ở hạng mục Nữ diễn viên chính xuất sắc nhất
- 2005: Giải thưởng Con bướm bạc về phổ biến lối sống lành mạnh
- 2007: Người phụ nữ của năm, do tạp chí "Glamour" bình chọn, với tư cách là Nữ diễn viên
- 2008: Super Jantar
- Năm 2013: Người Ba Lan đẹp nhất, do tạp chí "Viva! " bình chọn[2]
- 2013: Người phụ nữ của thập niên, do tạp chí "Glamour" bình chọn

## Thành tích nghệ thuật
- 1994: Ptaszka trong vai Maria
- 1994: Oczy niebieskie trong vai Harcerka
- 1994-1995: Fitness Club trong vai Maryjka
- 1995: Młode wilki trong vai Marzanna
- 1996: Sukces... trong vai Kochanka Kaweckiego
- 1996: Pasaż (Passage) trong vai Betty
- 1997: Pierwsza miłość trong vai Ela
- 1997: Zaklęta trong vai Ola
- 1997: Kiler trong vai Ewa Szańska
- 1997: Rodziców nie ma w domu trong vai Kosa
- 1997: Sława i chwała
- 1997: Złotopolscy trong vai Jagoda
- 1998: Matki, żony i kochanki trong vai Edyta
- 1999: Uciekając przed
- 1999-2005: Na dobre i na złe trong vai Jolanta Majewska
- 1999: Lot 001 trong vai Agata
- 1999: Kiler-ów 2-óch  trong vai Ewa Szańska
- 2000-2011: M jak miłość trong vai Hanna Mostowiak
- 2000-2001: Przeprowadzki trong vai Lilianna Hirsz
- 2000: Co nie jest snem (kịch truyền hình) trong vai Eunice
- 2001: Wtorek trong vai Małgosia
- 2002: Krzyżacy 2 trong vai Danusia
- 2003: Zróbmy sobie wnuka trong vai Zosia Koselówna
- 2003: Superprodukcja
- 2003: Sloow
- 2004: Kilka godzin z Claire trong vai Claire
- 2005: M jak miłość, czyli poznajmy się
- 2005: Komornik trong vai Anna
- 2006: Living & Dying
- 2007: Dlaczego nie! trong vai Renata
- 2007: Hania trong vai Kasia
- 2011-2020: Rodzinka.pl, phim dài tập, trong vai Natalia Boska
- 2012-2013: Prawo Agaty, phim dài tập, trong vai Maria Okońska
- 2016-2018: Druga szansa, phim dài tập, trong vai Monika Borecka
- 2018: The Plagues of Breslau trong vai Helena Rus
- 2019: Motive, phim dài tập, trong vai Luiza Porębska

## Sân khấu
Nhà hát Dramatyczny ở Warsaw
- 1994: Człowiek z La Manchy
- 1994: Szósty stopień oddalenia trong vai Tess
- 1995: Przygody Tomka Sawyera trong vai Ciocia
- 1995: Magia grzechu trong vai Łakomstwo
- 1995: Szkarłatna wyspa
- 1996: Ildefonsjada
- 1996: Jak wam się podoba trong vai Febe và Dworzanin
- 1997: Elektra trong vai Sofoklesa
- 1997: Wiśniowy sad trong vai Duniasza
- 1997: Poskromienie złośnicy trong vai Bianka
- 1998: Adam Mickiewicz śmieszy tumani przestrasza
- 1998: Niezidentyfikowane szczątki trong vai Candy
- 1999: Opera żebracza
- 2001: Alicja w krainie czarów trong vai Królowa
- 2003: Obsługiwałem angielskiego... trong vai Blanche
- 2005: Opowieść o zwyczajnym szaleństwie trong vai Jana

Sân khấu Hài kịch ở Warsaw
- 2006: One trong vai Ryba

Sân khấu Quốc gia
- 2004: Błądzenie po peryferiach trong vai Albertynki, Alicja, Rita
- 2005: Kosmos trong vai Lena
- since 2007: Miłość na Krymie trong vai Tatiana Jakowlewna Borodina
- since 2009: Umowa, czyli łajdak ukarany trong vai  Hrabina
- since 2013: Cat on a hot tin roof trong vai Margaret